# Digressão (literatura)
Uma digressão (do latim digressĭo, -ōnis) é o efeito de romper a continuidade de um discurso com uma mudança de tema intencionada. Pode ser uma reflexão da volta do passado, um flash-back refletivo, por exemplo.
É um flash back, ou seja, uma volta no tempo, e uma quebra cronológica temporal, uma vez que não obedece uma ordem lógico e sequencial.Também pode ser definida como o narrador de um texto ou o autor falar com o leitor.